# 싱가포르 요리

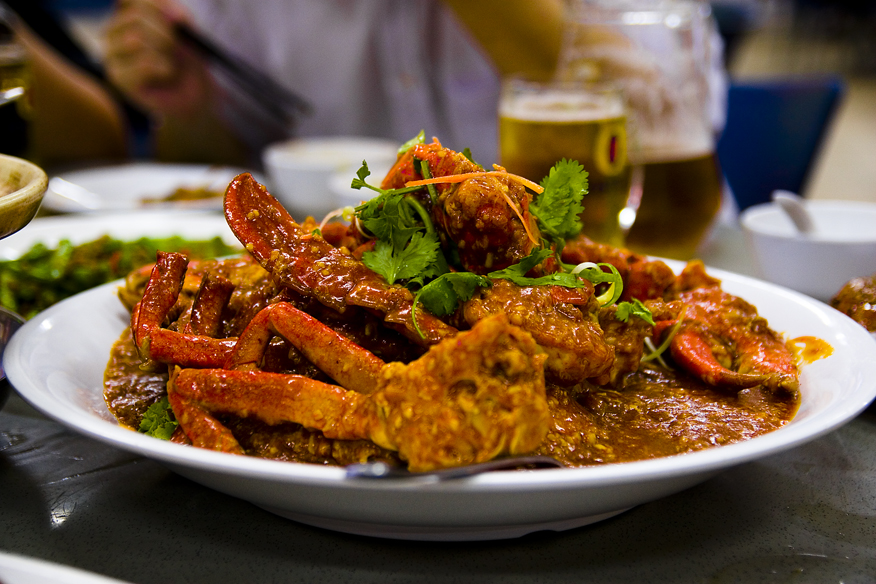
칠리 크래브

싱가포르 요리(Singapore 料理, 영어: Singaporean cuisine 싱거포리언 퀴진[*], 말레이어: masakan Singapura 마사칸 싱가푸라[*], 중국어: 新加坡菜, 병음: Xīnjiāpō cài 신자포차이[*], 타밀어: சிங்கப்பூர் உணவு 싱가푸르 우나부)는 해양 동남아시아에 있는 싱가포르의 요리이다.

## 음식 유형

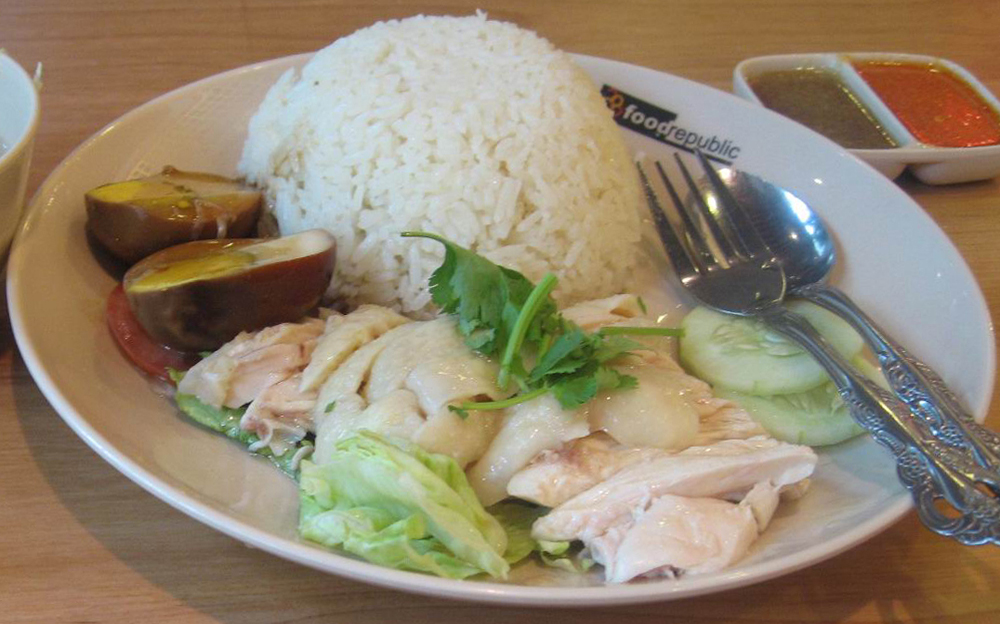

싱가포르 음식은 고기, 해산물, 쌀, 국수, 디저트 또는 스낵의 5가지 유형으로 나눌수있다. 싱가포르는 특히 해산물로 유명하다.

## 주요 음식과 스낵

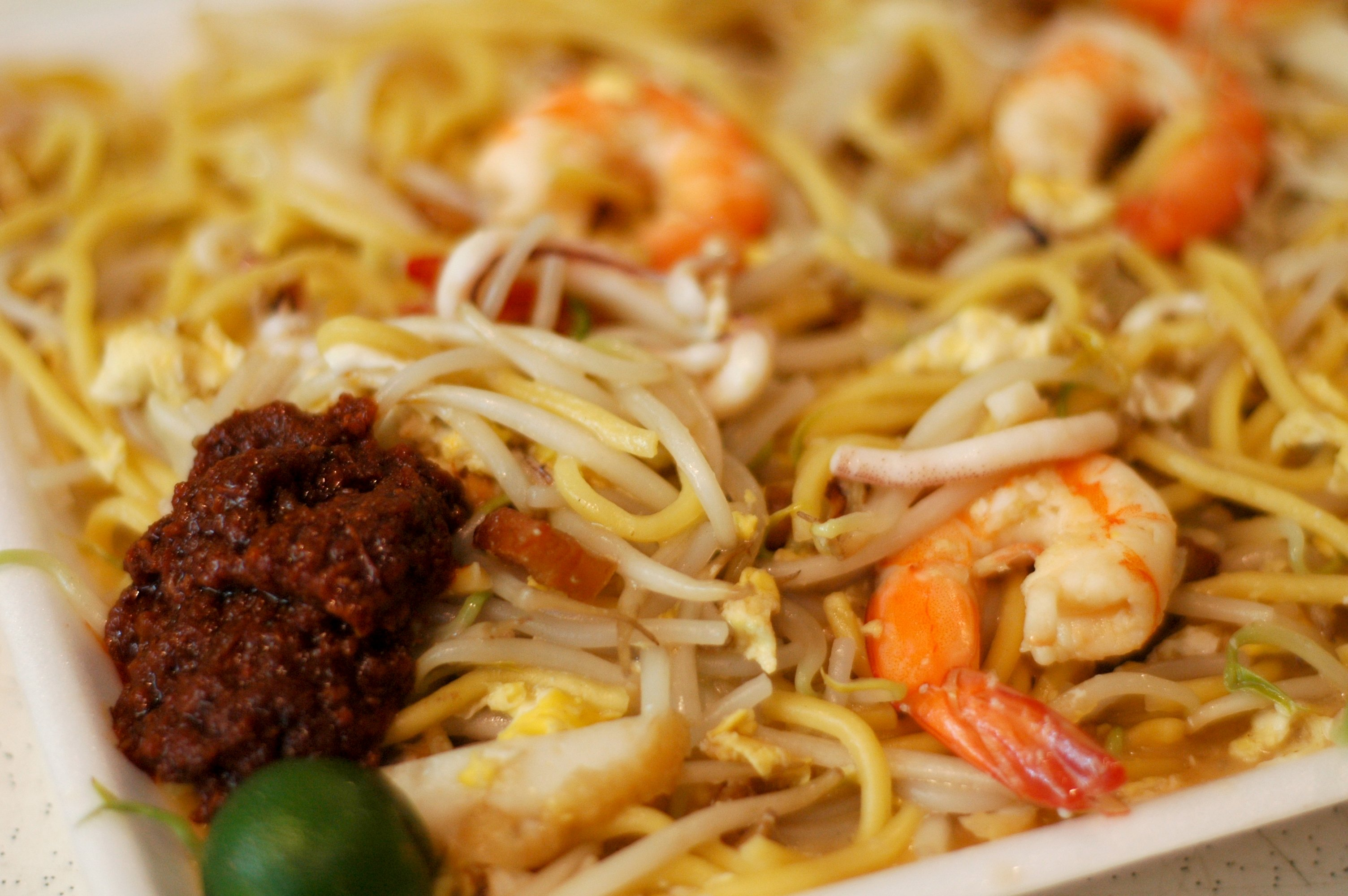
호키엔 미
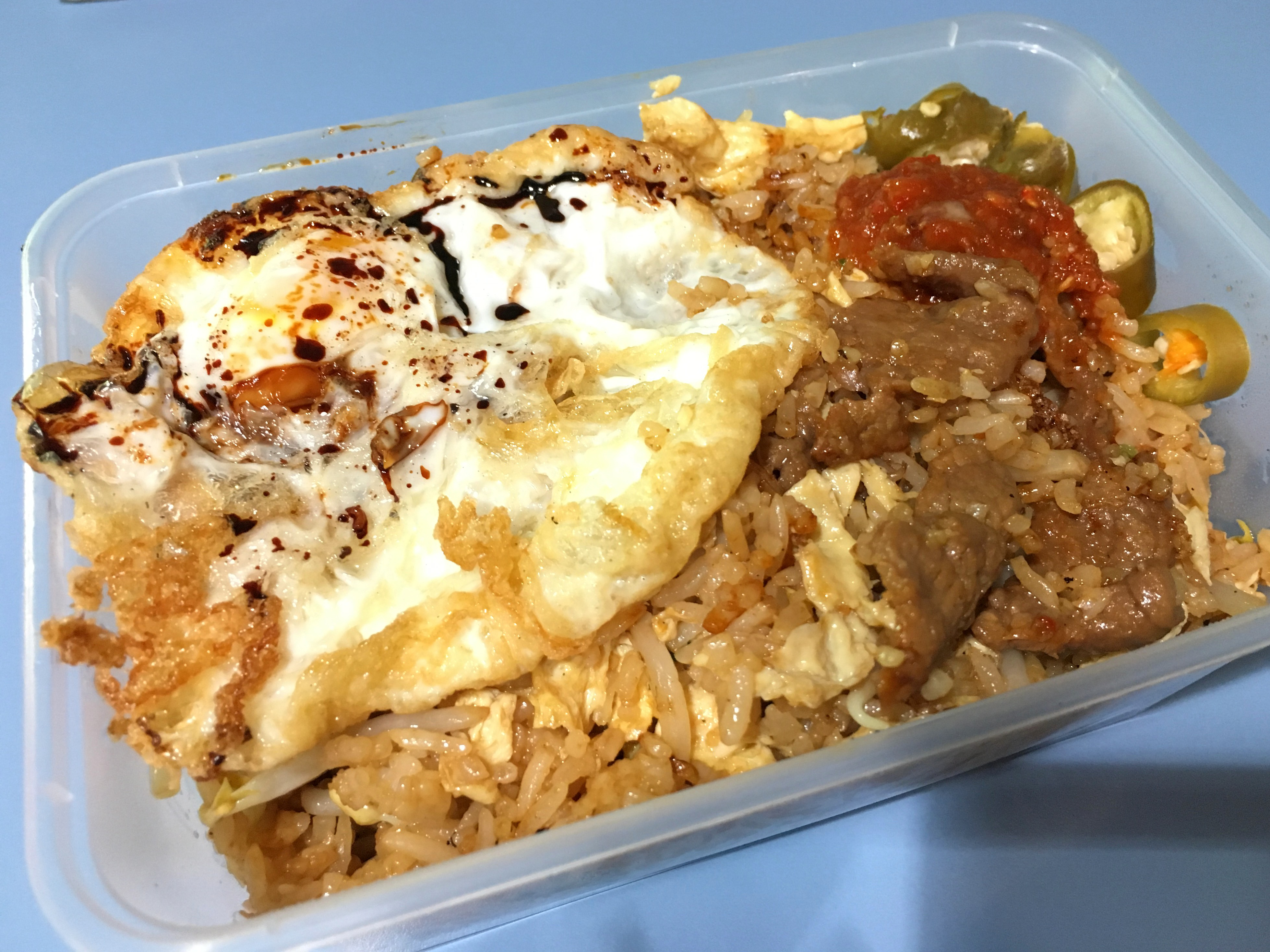
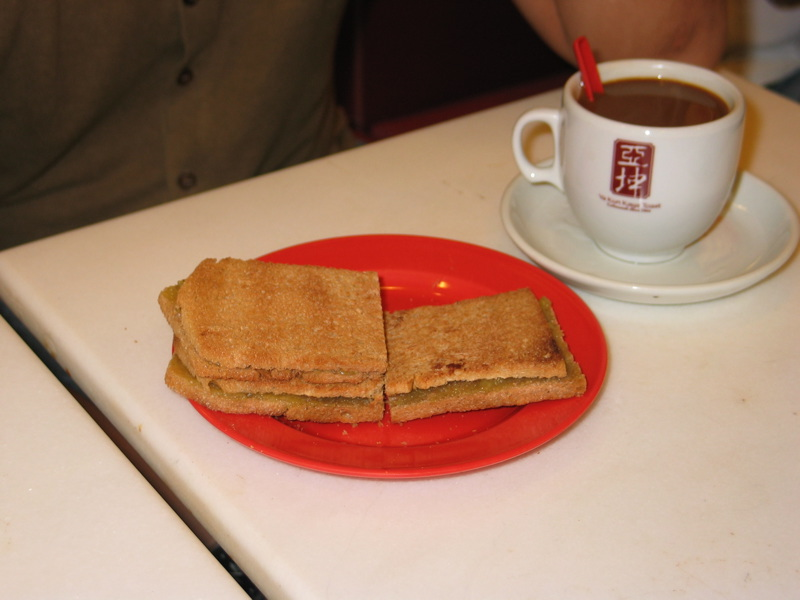
카야 토스트

- 바꿋떼
- 크웨타우 사피
- 쭝쯔
- 미포크
- 반몐
- 당근 케이크
- 차 퀘티아우
- 차시우
- 위구이탕

- 호키엔 미
- 카야 토스트

## 음료

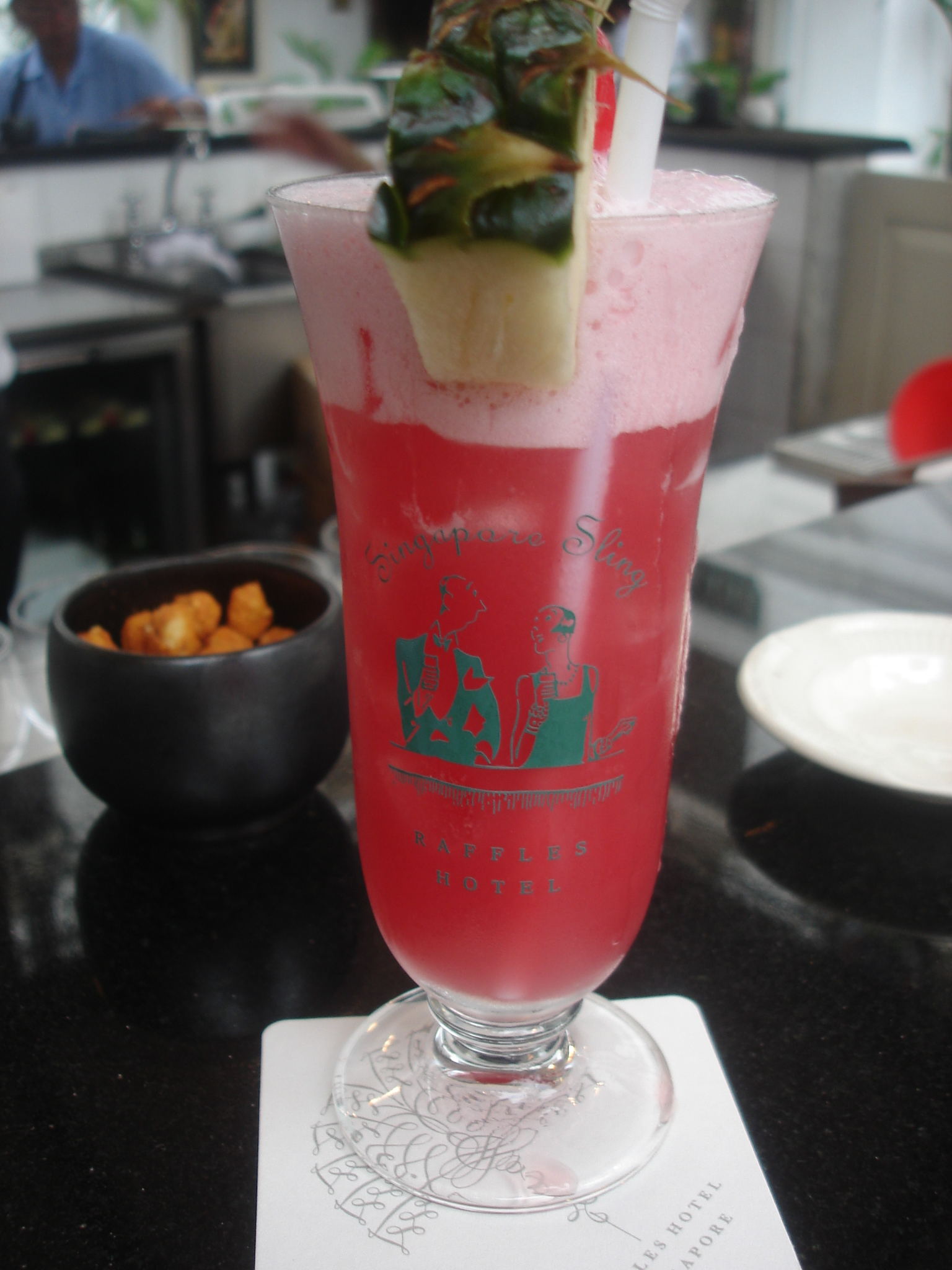

싱가포르의 인기 음료는 다음과 같다:
- 반둥
- 코피
- 마일로

## 같이 보기
- 동남아시아 요리